# Siganus javus
Espèce
Le sigan ondulé (Siganus javus) est une espèce de poisson marin originaire de l'océan Indien oriental. Il atteint jusqu'à 53 cm de longueur.

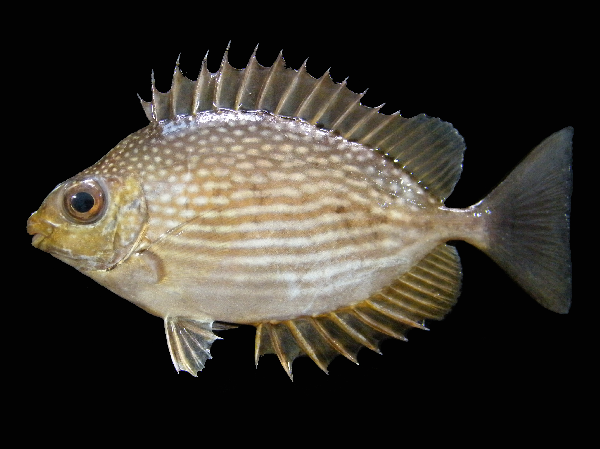
Sigan ondulé, Province de Ranong, Thaïlande